# 아니타 모리스

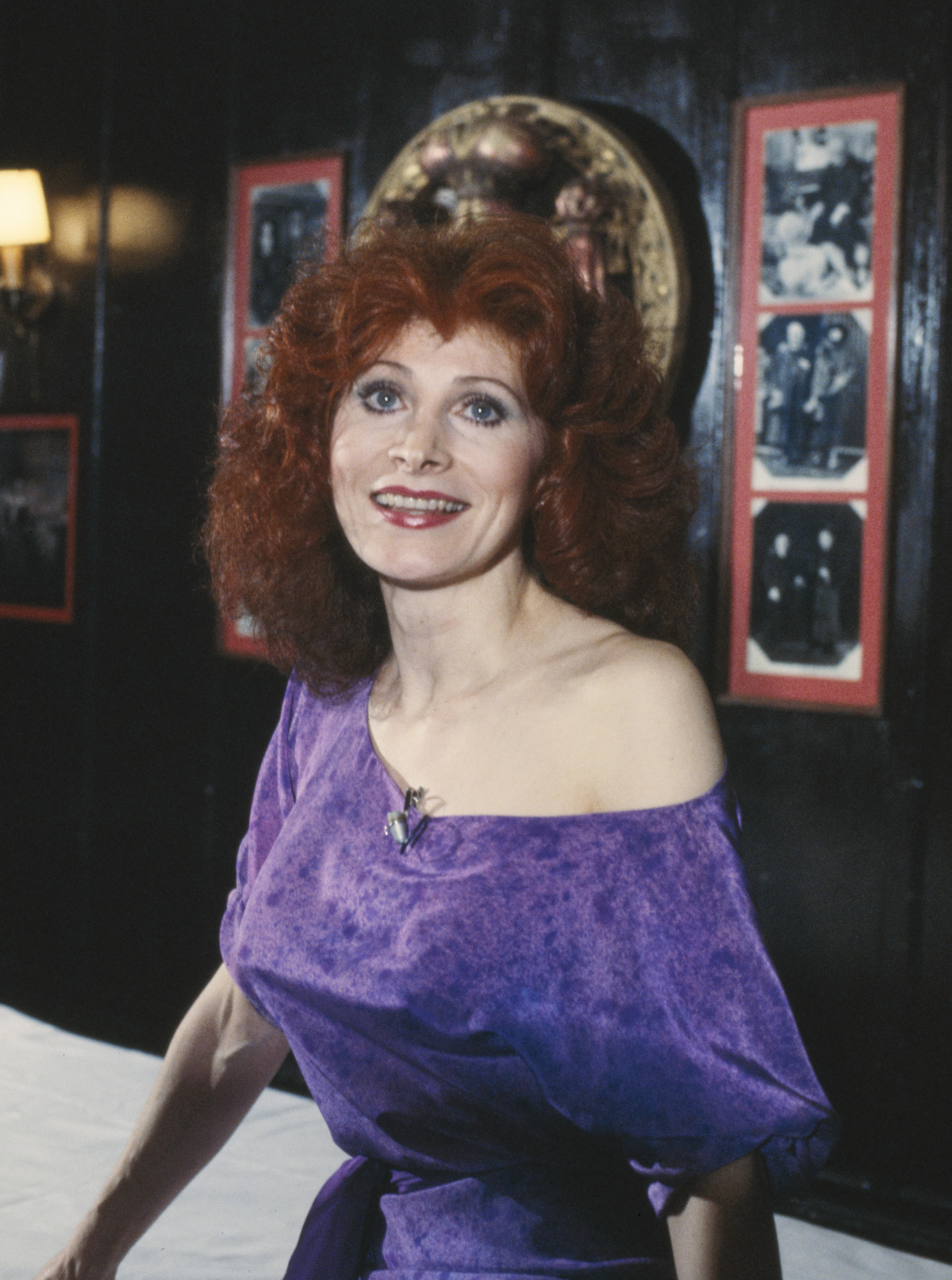

어니타 모리스(Anita Morris, 1943년 3월 14일 ~ 1994년 3월 2일)는 미국의 배우, 가수, 무용가이다.
더럼에서 태어났으며 로스앤젤레스에서 사망하였다. 사인은 난소암이다.  노스캐롤라이나주에 매장되었다.

## 출연 작품

### 영화
- 해피 후커 (1975, The Happy Hooker)
- 뉴 햄프셔 호텔 (1984)
- 마리아스 러버 (1984)
- 젊은 분노 (1986, Blue City)
- 행복한 인질 (1986) - 캐럴 도즈워스 역
- 철부지들의 꿈 (1986, Absolute Beginners)
- 아리아(영어판) (1987)
- 에이틴 어게인 (1988)
- 야망의 브로드웨이 (1989, Bloodhounds of Broadway)
- 경마장의 비밀 (1991, Off and Running)
- 금고털이와 소년 (1993, Me and the Kid)
- 귀여운 백만장자 (1993, Little Miss Millions)
- 방송국 사고 파티 (1994, Radioland Murders)

### 텔레비전
- 치어스 (1987)
- 마이애미의 두 형사 (1987)
- 제시카의 추리극장 (1989)
- 후즈 더 보스? (1989)
- 멜로즈 플레이스 (1992)